# Stylidium prophyllum
Stylidium prophyllum este o specie de plante dicotiledonate din genul Stylidium, familia Stylidiaceae, ordinul Asterales, descrisă de A. Lowrie și Amp; K.F. Kenneally. Conform Catalogue of Life specia Stylidium prophyllum nu are subspecii cunoscute.